# Sphaerodoridae
Sphaerodoridae (лат.) — семейство кольчатых червей отряда Phyllodocida из подкласса Errantia класса многощетинковых.

## Описание
Мелкие многощетинковые бентосные черви, отличающиеся наличием ряда макротуберкул, расположенных рядами на дорсальной и, обычно, вентральной поверхности тела. Присутствуют и другие папиллярные структуры. Простомиум и перистомиум не выражены, у большинства видов они слиты с телом. Присутствует одна пара усиков и одна пара простых вентральных пальп, а также срединная антенна. Небольшие Phyllodocida с коротким и толстым или длинным, относительно стройным телом. Присутствуют от двух до шести усиков и одна пара щупальцевых цирри. Перепончатая глотка не вооружена. Одночлениковые параподии с простыми или составными волосками. Дорсум с двумя или многими рядами крупных сферических бугорков.
Большинство сферодорид известно с больших глубин или из высоких широт как Северного, так и Южного полушарий. Чаще всего они встречаются на мягких отложениях. Ранее считалось, что они реже встречаются на мелководье, но в результате недавних сборов было обнаружено 39 видов с шельфа, 23 глубоководных вида и ещё 17 видов, обитающих от мелководья до глубоких вод (Borowski 1994). Встречаются повсеместно.

## Систематика
Известно около 10 родов и более 130 видов. Семейство было впервые описано в 1867 году.
- Clavodorum Hartman & Fauchald, 1971[7]
- Commensodorum Fauchald, 1974
- Ephesiella Chamberlin, 1919
- Ephesiopsis Hartman & Fauchald, 1971
- Euritmia Sarda-Borroy, 1987
  - =Amocrodorum Kudenov, 1987
- Geminofilum Capa, Nygren, Parapar, Bakken, Meissner & Moreira, 2019[8][9]
- Sphaerephesia Fauchald, 1972
- Sphaerodoridium Lützen, 1961
- Sphaerodoropsis Hartman & Fauchald, 1971
- Sphaerodorum Örsted, 1843
- Thysanoplea Schmidt, 1857